# Boduhuraa (Kaafu-atol)
Boduhuraa is een van de onbewoonde eilanden van het Kaafu-atol behorende tot de Maldiven.